# Ångermanlands mellersta domsagas valkrets
Ångermanlands mellersta domsagas valkrets var i valen till andra kammaren 1884–1908 en egen valkrets med ett mandat. Valkretsen, som ungefär motsvarade de södra delarna av dagens Sollefteå kommun, avskaffades vid införandet av proportionellt valsystem i valet 1911 och uppgick då i Ångermanlands södra valkrets. 

## Riksdagsmän
- Anders Huss, lmp 1885–1887, gamla lmp 1888 (1885–1888)
- Johan Dahlberg (1889–1894)
- Olof Rönnberg (1/1–24/2 1895)
- Wilhelm Styrlander, folkp 1895–1899, lib s 1900–1905 (27/3 1895–lagtima riksdagen 1905)
- Johan Dahlberg (urtima riksdagarna 1905)
- Anders August Eriksson, lib s (1906–1908)
- Sixten Mogren, lib s (1909–1911)

## Valresultat

### 1896
| Andrakammarvalet i Sverige 1896: Ångermanlands mellersta domsagas valkrets | Andrakammarvalet i Sverige 1896: Ångermanlands mellersta domsagas valkrets | Andrakammarvalet i Sverige 1896: Ångermanlands mellersta domsagas valkrets | Andrakammarvalet i Sverige 1896: Ångermanlands mellersta domsagas valkrets | Andrakammarvalet i Sverige 1896: Ångermanlands mellersta domsagas valkrets | Andrakammarvalet i Sverige 1896: Ångermanlands mellersta domsagas valkrets |
| Parti                                                                      | Parti                                                                      | Kandidat                                                                   | Röster                                                                     | %                                                                          | ±                                                                          |
| -------------------------------------------------------------------------- | -------------------------------------------------------------------------- | -------------------------------------------------------------------------- | -------------------------------------------------------------------------- | -------------------------------------------------------------------------- | -------------------------------------------------------------------------- |
|                                                                            | Folkpartiet                                                                | Wilhelm Styrlander                                                         | 358                                                                        | 62,1                                                                       |                                                                            |
|                                                                            | Partilös frihandlare                                                       | Johan Dahlberg                                                             | 191                                                                        | 33,2                                                                       |                                                                            |
|                                                                            | Annat                                                                      | Övriga                                                                     | 27                                                                         | 4,7                                                                        |                                                                            |
| Valdeltagande                                                              | Valdeltagande                                                              | Valdeltagande                                                              | 578                                                                        | 47,0                                                                       |                                                                            |

- 5 röster kasserades.

### 1899
| Andrakammarvalet i Sverige 1899: Ångermanlands mellersta domsagas valkrets | Andrakammarvalet i Sverige 1899: Ångermanlands mellersta domsagas valkrets | Andrakammarvalet i Sverige 1899: Ångermanlands mellersta domsagas valkrets | Andrakammarvalet i Sverige 1899: Ångermanlands mellersta domsagas valkrets | Andrakammarvalet i Sverige 1899: Ångermanlands mellersta domsagas valkrets | Andrakammarvalet i Sverige 1899: Ångermanlands mellersta domsagas valkrets |
| Parti                                                                      | Parti                                                                      | Kandidat                                                                   | Röster                                                                     | %                                                                          | ±                                                                          |
| -------------------------------------------------------------------------- | -------------------------------------------------------------------------- | -------------------------------------------------------------------------- | -------------------------------------------------------------------------- | -------------------------------------------------------------------------- | -------------------------------------------------------------------------- |
|                                                                            | Liberala samlingspartiet                                                   | Wilhelm Styrlander                                                         | 417                                                                        | 56,7                                                                       |                                                                            |
|                                                                            | Annat                                                                      | J. Hagström i Gransväg                                                     | 280                                                                        | 38,0                                                                       |                                                                            |
|                                                                            | Annat                                                                      | Övriga                                                                     | 39                                                                         | 5,3                                                                        |                                                                            |
| Valdeltagande                                                              | Valdeltagande                                                              | Valdeltagande                                                              | 737                                                                        | 55,2                                                                       |                                                                            |

Valet ägde rum den 27 augusti 1899. 1 röst kasserades.

### 1902
| Andrakammarvalet i Sverige 1902: Ångermanlands mellersta domsagas valkrets | Andrakammarvalet i Sverige 1902: Ångermanlands mellersta domsagas valkrets | Andrakammarvalet i Sverige 1902: Ångermanlands mellersta domsagas valkrets | Andrakammarvalet i Sverige 1902: Ångermanlands mellersta domsagas valkrets | Andrakammarvalet i Sverige 1902: Ångermanlands mellersta domsagas valkrets | Andrakammarvalet i Sverige 1902: Ångermanlands mellersta domsagas valkrets |
| Parti                                                                      | Parti                                                                      | Kandidat                                                                   | Röster                                                                     | %                                                                          | ±                                                                          |
| -------------------------------------------------------------------------- | -------------------------------------------------------------------------- | -------------------------------------------------------------------------- | -------------------------------------------------------------------------- | -------------------------------------------------------------------------- | -------------------------------------------------------------------------- |
|                                                                            | Liberala samlingspartiet                                                   | Wilhelm Styrlander                                                         | 497                                                                        | 76,5                                                                       | -19,8                                                                      |
|                                                                            | Annat                                                                      | J. Hagström å Granvåg                                                      | 147                                                                        | 22,6                                                                       |                                                                            |
|                                                                            | Annat                                                                      | Övriga                                                                     | 6                                                                          | 0,9                                                                        |                                                                            |
| Valdeltagande                                                              | Valdeltagande                                                              | Valdeltagande                                                              | 652                                                                        | 44,8                                                                       |                                                                            |

Valet ägde rum den 10 september 1902. 2 röster kasserades.

### 1905
| Andrakammarvalet i Sverige 1905: Ångermanlands mellersta domsagas valkrets | Andrakammarvalet i Sverige 1905: Ångermanlands mellersta domsagas valkrets | Andrakammarvalet i Sverige 1905: Ångermanlands mellersta domsagas valkrets | Andrakammarvalet i Sverige 1905: Ångermanlands mellersta domsagas valkrets | Andrakammarvalet i Sverige 1905: Ångermanlands mellersta domsagas valkrets | Andrakammarvalet i Sverige 1905: Ångermanlands mellersta domsagas valkrets |
| Parti                                                                      | Parti                                                                      | Kandidat                                                                   | Röster                                                                     | %                                                                          | ±                                                                          |
| -------------------------------------------------------------------------- | -------------------------------------------------------------------------- | -------------------------------------------------------------------------- | -------------------------------------------------------------------------- | -------------------------------------------------------------------------- | -------------------------------------------------------------------------- |
|                                                                            | Liberala samlingspartiet                                                   | Anders August Eriksson                                                     | 491                                                                        | 63,6                                                                       |                                                                            |
|                                                                            | Obunden konservativ                                                        | Häradshövding Ringenson                                                    | 251                                                                        | 32,5                                                                       |                                                                            |
|                                                                            | Obunden moderat-liberal                                                    | Johan Dahlberg                                                             | 27                                                                         | 3,5                                                                        |                                                                            |
|                                                                            | Annat                                                                      | Övriga                                                                     | 3                                                                          | 0,4                                                                        |                                                                            |
| Valdeltagande                                                              | Valdeltagande                                                              | Valdeltagande                                                              | 772                                                                        | 51,5                                                                       |                                                                            |

Valet ägde rum den 10 september 1905. Inga röster kasserades.

### 1908
| Andrakammarvalet i Sverige 1908: Ångermanlands mellersta domsagas valkrets | Andrakammarvalet i Sverige 1908: Ångermanlands mellersta domsagas valkrets | Andrakammarvalet i Sverige 1908: Ångermanlands mellersta domsagas valkrets | Andrakammarvalet i Sverige 1908: Ångermanlands mellersta domsagas valkrets | Andrakammarvalet i Sverige 1908: Ångermanlands mellersta domsagas valkrets | Andrakammarvalet i Sverige 1908: Ångermanlands mellersta domsagas valkrets |
| Parti                                                                      | Parti                                                                      | Kandidat                                                                   | Röster                                                                     | %                                                                          | ±                                                                          |
| -------------------------------------------------------------------------- | -------------------------------------------------------------------------- | -------------------------------------------------------------------------- | -------------------------------------------------------------------------- | -------------------------------------------------------------------------- | -------------------------------------------------------------------------- |
|                                                                            | Liberala samlingspartiet                                                   | Sixten Mogren                                                              | 658                                                                        | 52,9                                                                       |                                                                            |
|                                                                            | Liberala samlingspartiet                                                   | Anders August Eriksson                                                     | 582                                                                        | 46,8                                                                       | -16,8                                                                      |
|                                                                            | Annat                                                                      | Övriga                                                                     | 3                                                                          | 0,3                                                                        |                                                                            |
| Valdeltagande                                                              | Valdeltagande                                                              | Valdeltagande                                                              | 1,248                                                                      | 72,3                                                                       |                                                                            |

Valet ägde rum den 13 september 1908. 5 röster kasserades.